# Ceraticelus fissiceps
Ceraticelus fissiceps is een spinnensoort in de taxonomische indeling van de hangmatspinnen (Linyphiidae).
Het dier behoort tot het geslacht Ceraticelus. De wetenschappelijke naam van de soort werd voor het eerst geldig gepubliceerd in 1874 door Octavius Pickard-Cambridge.